# Overeenkomst van Edinburgh
In de overeenkomst van Edinburgh (Engels: Edinburgh Agreement, Deens: Edinburgh-aftalen) zijn een aantal besluiten genomen door de regeringsleiders van de twaalf lidstaten van de Europese Economische Gemeenschap, bijeengekomen in de Europese Raad in Edinburgh (Schotland) op 11 en 12 december 1992. De overeenkomst was van groot belang voor de voortgang van het Europese integratieproces en de  daarvoor benodigde ratificatie van het Verdrag van Maastricht door alle ondertekenaars.
Acceptatie van het Verdrag was eerder dat jaar door de Deense bevolking in een referendum afgewezen omdat men de nationale soevereiniteit niet op alle afgesproken beleidsterreinen aan de nieuw op te richten Europese Unie wilde overdragen. De Deense volksvertegenwoordigers werkten daarop het Nationaal Compromis uit met de belangrijkste knelpunten, die vervolgens in het discussiestuk "Denemarken in Europa" aan de Europese Raad werden voorgelegd. In Edinburgh bereikten de regeringsleiders overeenstemming over een tekst die Denemarken op de voorgedragen knelpunten ontsloeg van de verplichting tot uitvoering van het Verdrag, op voorwaarde dat het Verdrag werd geratificeerd en Denemarken zich op andere manieren zou inzetten voor het bereiken van nauwere samenwerking.
 

Met de overeengekomen voorbehouden was het voor Denemarken wel acceptabel het Verdrag te ratificeren, aldus de uitkomst van een tweede referendum in 1993. Naderhand bedongen ook Engeland en Ierland enkele uitzonderingsbepalingen, zulke uitzonderingsclausules kwamen bekend te staan als opt-outs. 

## Achtergrond
De vergaderingen in Edinburgh werden gehouden om te spreken over de voortgang van het ratificatieproces van het Verdrag van Maastricht waarmee de twaalf lidstaten van de Europese Economische Gemeenschap hun coöperatie wilden omvormen tot een verdergaande samenwerking in de Europese Unie. Daarvoor zouden de lidstaten een deel van hun nationale autonomie op de vooraf afgesproken beleidsterreinen overdragen aan de Unie, waarbij de macht bij de lidstaten blijft en de EU alleen kan handelen op terreinen waar de macht expliciet is overgedragen. Engeland en Denemarken hadden daar op enkele terreinen diepgravende bezwaren tegen, die in het openbaar debat binnen deze lidstaten niet uit de weg konden worden geruimd.
Het Verdrag van Maastricht was op 2 juni 1992 in een referendum door de Deense bevolking afgewezen, weliswaar met een minimale meerderheid (50,7% bij een opkomst van 83,1%) maar de regering kon niet ratificeren. Veel burgers wilden wel deel gaan uitmaken van de Europese Unie maar wilden niet dat er zo nauw zou worden samengewerkt als in het verdrag was voorzien, zonder dat de Deense burger inspraak had via de nationale volksvertegenwoordiging.
De regeringsleiders bereikten in Edinburgh overeenstemming over oplossingen voor verschillende vraagstukken:
- de problemen die door Denemarken aan de orde zijn gesteld in het licht van het resultaat van het Deense referendum;
- richtlijnen voor de toepassing van het subsidiariteitsbeginsel die bijdragen tot eerbiediging van de nationale identiteit van de lidstaten en tot beslissingen in de Europese Unie die zo dicht mogelijk bij de burger worden genomen;
- maatregelen om de transparantie en de openheid van het besluitvormingsproces van de Gemeenschap te vergroten;
- de financiering van het optreden en het beleid van de Gemeenschap gedurende de rest van dit decennium
- het openen van uitbreidingsonderhandelingen met een aantal EVA-landen,
- de opstelling van een actieplan door de Lid-Staten en de Gemeenschap om de groei te bevorderen en de werkloosheid te bestrijden.

Wat betreft de opt-outs voor Denemarken benoemde de Europese Raad het belang van integratie met behoud van de nationale identiteit van de lidstaten. Het ging om de derde fase invoering Europese Monetaire Unie (EMU), het Gemeenschappelijk Veiligheids- en Verdedigingsbeleid (CSDP), de Raad Justitie en Binnenlandse Zaken (JHA) en het Burgerschap van de Europese Unie.